# Esterificering
Esterificering er dannelse af en ester eller en esterbinding, ved reaktion mellem en alkoholgruppe (-OH) og en syregruppe (-COOH).
F.eks. kan fosforsyre esterificeres med en alkohol, som kan være; Cholin (til lecitiner), ethanolamin (til cephaliner), serin, inositol eller glycerol.